# Risse (Fluss)
Der Risse ist ein rund 18 Kilometer langer Nebenfluss des Giffre im französischen Département Haute-Savoie in der Region Auvergne-Rhône-Alpes. Er durchfließt die savoyische Landschaft Faucigny und entwässert dabei ein Gebiet von 57,5 km².

## Verlauf
Der Risse entspringt an der Nordostflanke des Berges Hirmentaz auf dem Gemeindegebiet von Bellevaux. Er fließt zuerst auf einem nordöstlichen Kurs um nur ca. einen Kilometer später beim gleichnamigen Wintersportort Hirmentaz einen 180° Bogen Richtung Süden zu machen. Der Risse fließt nun durch die Gemeinden Mégevette und Onnion. Kurz hinter Onnion durchfließt er die Schlucht Gorges du Risse, wo er für ein kurzes Stück die Grenze zwischen Mieussy und Saint-Jeoire bildet. Er mündet schließlich auf dem Gemeindegebiet von Saint-Jeoire, gegenüber von Le Pont du Giffre (Gemeinde Marignier) als rechter Nebenfluss in den Giffre.